# Soavimbahoaka
Soavimbahoaka est une commune urbaine située dans la Province de Tananarive, au centre du Madagascar.